# Paperino e Pluto
Paperino e Pluto (Donald and Pluto) è un film del 1936 diretto da Ben Sharpsteen. È un cortometraggio animato della serie Mickey Mouse, prodotto dalla Walt Disney Productions e uscito negli Stati Uniti il 12 settembre 1936, distribuito dalla United Artists. Nonostante la serie a cui appartiene il corto, in esso appaiono solo Paperino e Pluto, ed è il primo film nel quale i due sono protagonisti. È la prima volta dal suo debutto ne La gallinella saggia che Paperino non appare insieme a Topolino. Questo cortometraggio presenta inoltre il nuovo design per Paperino, che include un corpo più snello, un collo più corto, piedi arrotondati e becco accorciato. Nel maggio 1998 fu inserito nel film di montaggio direct-to-video I capolavori di Pluto.

## Trama
Paperino è un idraulico che sta riparando le tubature nel seminterrato di una casa, mentre Pluto cerca di gustarsi un osso. Il cane però ingoia accidentalmente una calamita, attirando a sé vari oggetti. Le disavventure di Pluto coinvolgono anche Paperino, il cui martello viene attirato dal cane. Alla fine Pluto riesce a liberarsi della calamita, che però blocca Paperino a una caldaia. Il magnete attira a sé vari oggetti, tra cui il piatto con l'osso di Pluto, così il cane può finalmente mangiare e, nel mentre, leccare l'impotente Paperino.

## Distribuzione

### Edizioni home video

#### VHS
- I 50 anni folli di Paperino (gennaio 1987)
- Pluto aiutante offresi (settembre 1995)

#### DVD
Il cortometraggio è incluso nei DVD Walt Disney Treasures: Semplicemente Paperino - Vol. 1 e Paperino - 75º anniversario.